# Maglia Derain
La maglia Derain è una delle 15 maglie definite dal reticolato cartografico adottato dall'Unione Astronomica Internazionale per Mercurio. Comprende la porzione della superficie di Mercurio posta in latitudine tra i 22° N e i 22° S e in longitudine tra i 288° W e i 360° W ed è identificata con il codice H-10.
Il cratere Derain è la struttura geologica presente al suo interno scelta come eponimo per la maglia stessa. Questa denominazione è stata adottata nel 2011 dopo che la missione MESSENGER rese disponibili sufficienti immagini di quella parte della superficie di Mercurio. Prima di allora si chiamava maglia Pieria dal nome dell'omonima caratteristica di albedo che era stata storicamente individuata in questa porzione della superficie.

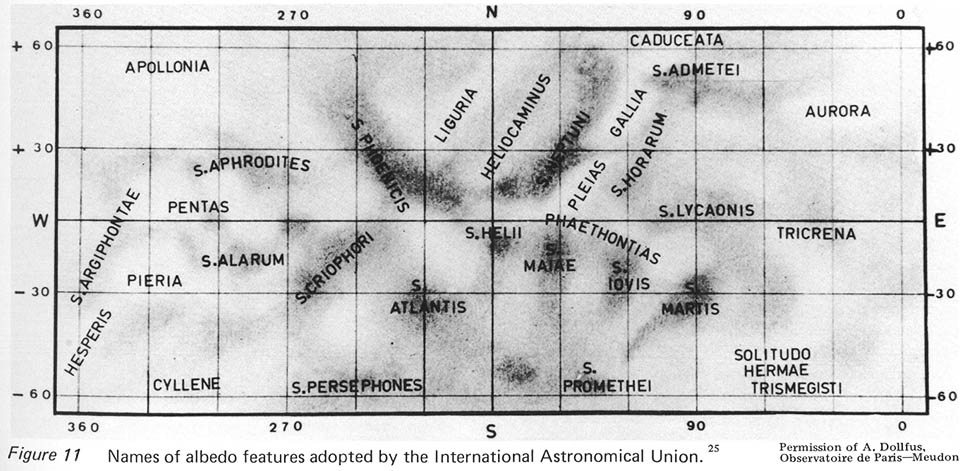
L'albedo Pieria in una mappa di Mercurio precedente all'era dell'espolorazione.